# Jazz is a Spirit
Albums de Terri Lyne Carrington
Real Life Story
(1988) Structure
(2004)
Jazz is a Spirit est un album de la batteuse de jazz Terri Lyne Carrington sorti le 1er mars 2002 chez Act.
Cet album, cherchant à trouver l'« esprit du jazz » navigue entre le jazz traditionnel, les rythmes tribaux, l'avant-garde (Little Jump) et le romantisme (Samsara, dédié à Wayne Shorter). Lors de ces jams, Carrington est entourée des vieux compagnons que sont Herbie Hancock, Terence Blanchard ou Paul Bollenback. Carrington cherche plus à amener la musique plus loin qu'à faire la démonstration de son talent avec des solos frénétiques. On peut l'entendre en solo sur deux titres, Journey Agent et Mr. Jo Jones, en hommage au batteur Jo Jones.
Sur le premier titre, on entend à la basse et à la voix Malcolm-Jamal Warner, devenu célèbre grâce au Cosby Show.

## Pistes
| No  | Titre                                                                                  | Musique                               | Durée |
| --- | -------------------------------------------------------------------------------------- | ------------------------------------- | ----- |
| 1.  | Jazz Is                                                                                | Terri Lyne Carrington                 | 2:28  |
| 2.  | Little Jump                                                                            | Lars Danielsson                       | 7:40  |
| 3.  | The Corner                                                                             | Terri Lyne Carrington                 | 7:02  |
| 4.  | Lost Star                                                                              | Terri Lyne Carrington                 | 4:11  |
| 5.  | Samsara (For Wayne)                                                                    | Terri Lyne Carrington                 | 7:23  |
| 6.  | Journey Agent                                                                          | Terri Lyne Carrington                 | 1:13  |
| 7.  | Journey East From West                                                                 | Terri Lyne Carrington                 | 0:49  |
| 8.  | Journey Of Now                                                                         | Bob Hurst, Terri Lyne Carrington      | 4:13  |
| 9.  | Giggles                                                                                | Terri Lyne Carrington                 | 6:12  |
| 10. | Middle Way                                                                             | Terri Lyne Carrington                 | 6:55  |
| 11. | Princess                                                                               | Niels Lan Doky, Terri Lyne Carrington | 5:30  |
| 12. | Witch Hunt                                                                             | Wayne Shorter                         | 3:09  |
| 13. | Mr. Jo Jones (Avec la voix de Jo Jones, enregistrée en 1984 par Terri Lyne Carrington) | Terri Lyne Carrington                 | 2:25  |
| 14. | Jazz Is A Spirit                                                                       | Terri Lyne Carrington                 | 3:47  |

## Musiciens
Sur Jazz Is
- Greg Kurstin : claviers
- Danny Robinson : guitare
- Malcolm-Jamal Warner : basse, voix
- Terri Lyne Carrington : batterie
- Ed Barguiarena : percussions

Sur Little Jump
- Wallace Roney : trompette
- Gary Thomas : saxophone ténor
- Herbie Hancock : piano
- Paul Bollenback : guitare
- Bob Hurst : contrebasse
- Terri Lyne Carrington : batterie

Sur The Corner
- Gary Thomas : flûte, saxophone ténor
- Katisse Buckingham : saxophone soprano
- Greg Kurstin : piano, claviers
- Paul Bollenback : guitare
- Bob Hurst : contrebasse
- Terri Lyne Carrington : batterie
- Munyungo Jackson : percussions

Sur Lost Star
- Gary Thomas : saxophone ténor
- Greg Kurstin : piano
- Paul Bollenback : guitare
- Bob Hurst : contrebasse
- Terri Lyne Carrington : batterie

Sur Samsara (For Wayne)
- Gary Thomas : saxophone ténor
- Herbie Hancock : piano
- Kevin Eubanks : guitare
- Bob Hurst : contrebasse
- Terri Lyne Carrington : batterie

Sur Journey Agent
- Terri Lyne Carrington : batterie

Sur Journey East From West
- Wallace Roney : trompette
- Greg Kurstin : piano, claviers
- Kevin Eubanks : guitare
- Bob Hurst : contrebasse
- Terri Lyne Carrington : batterie
- Ed Barguiarena : percussions

Sur Journey Of Now
- Wallace Roney : trompette
- Greg Kurstin : piano
- Jeff Richman : guitare
- Terri Lyne Carrington : batterie
- Munyungo Jackson : percussions

Sur Giggles
- Gary Thomas : saxophone ténor
- Greg Kurstin : piano
- Paul Bollenback : guitare
- Terri Lyne Carrington : batterie

Sur Middle Way
- Terence Blanchard : trompette
- Gary Thomas : saxophone ténor
- Herbie Hancock : piano
- Terri Lyne Carrington : batterie

Sur Princess
- Gary Thomas : saxophone ténor
- Paul Bollenback : guitare
- Terri Lyne Carrington : batterie

Sur Witch Hunt
- Gary Thomas : saxophone ténor
- Greg Kurstin : claviers
- Jeff Richman : guitare
- Bob Hurst : contrebasse
- Terri Lyne Carrington : batterie

Sur Mr. Jo Jones
- Terri Lyne Carrington : batterie

Sur Jazz Is A Spirit
- Wallace Roney : trompette
- Greg Kurstin : claviers
- Danny Robinson : guitare
- Malcolm-Jamal Warner : basse, voix
- Terri Lyne Carrington : batterie
- Ed Barguiarena, Munyungo Jackson : percussions